# Going Overboard
Going Overboard is een Amerikaanse komedie uit 1989. De film bracht het eerste filmoptreden van Adam Sandler. De film werd opgenomen op een cruiseschip waarop allerlei Amerikaanse missen zaten die van New Orleans naar Cancún gingen waar de Miss Universe verkiezing werd gehouden.

## Cast
| Acteur       | Personage         |
| ------------ | ----------------- |
| Adam Sandler | Schecky Moskowitz |
| Burt Young   | General Noriega   |
| Peter Berg   | Mort Ginsberg     |
| Billy Zane   | King Neptune      |
| Scott LaRose | Dickie Diamond    |